# الشجرة (فلسطين)

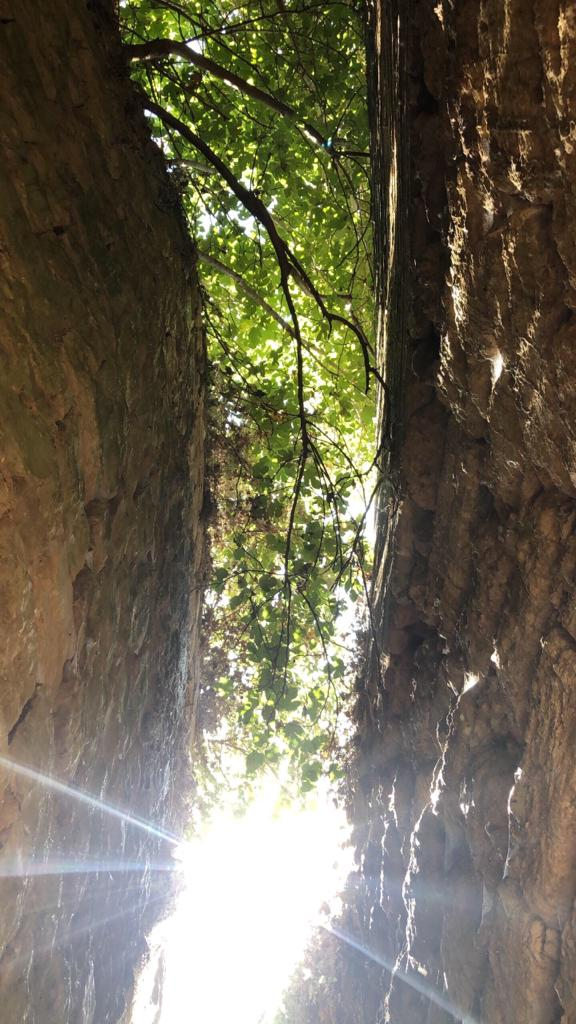
قرية الشجرة المهجرة

قرية الشجرة أو السجرة تقع على تلة متوسطة الارتفاع إلى الجنوب الغربي من مدينة طبرية في فلسطين على ارتفاع يصل إلى 275م فوق مستوى البحر، وتبعد عنها 37كم. تبلغ مساحة أراضيها 3754 دونماً. تقع القرية قرب مدينة الناصرة على بعد 5كم تقريبا، وتحيط بها أراضي قرى لوبيا وطرعان. وقُدر عدد سكانها في عام 1922 بحوالي 543 نسمة وعام 1945 بحوالي 720 نسمة. وتحيط بالقرية مجموعة من الخرب التي تضم معالم أثرية وتاريخية. من أبرز أحداثها معركة الشجرة الذي استشهد فيها القائد المناضل عبد الرحيم محمود بتاريخ 14/7/1948. كما تحيط بالشجرة عدة قرى هي: لوبية، كفر كنا، طرعان، كفر كما، كفر سبت، حطين، نمرين، عين ماهل، عرب صبيح، إضافة إلى مستعمرة السجرة اليهودية (بالسين).
قامت الميليشيات الصهيونية المسلحة بهدم القرية وتشريد أهلها البالغ عددهم عام 1948 حوالي (893) نسمة. وكان ذلك في 6/5/1948. ويبلغ مجموع اللاجئين من هذه القرية في عام 1998 حوالي (5485) نسمة يتوزعون في سوريا مدينة حمص وبعض قرى درعا وكذلك في لبنان والأردن وغيرها.

## ما قبل النكبة

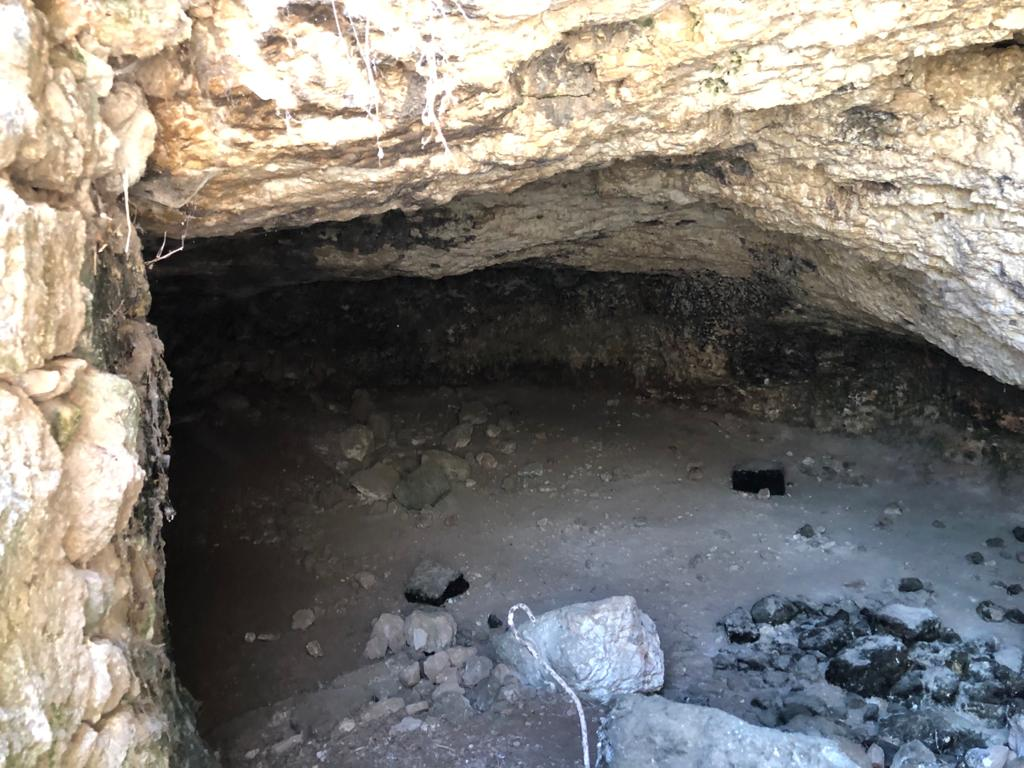
معصرة الزيتون المهدمة

على مساحتها البالغة 3754 دونماً تناثر ما يقارب 124 منزلا. وقد أطلق عليها الصليبيون عليها اسم سييرا في سنة 1596، كانت تؤدي الضرائب على عدد من الغلال كالقمح والشعير والزيتون والفاكهة، بالإضافة إلى عناصر أخرى من الإنتاج والمستغلات كالماعز وخلايا النحل والبساتين ومعصرة للزيتون أو العنب وقد لاحظ الرحالة السويسري بوركهات في سنة 1812 إن نبات الخرشوف (الأرضي شوكي) البري الذي يكسو السهل المحيط بالقرية.
في أواخر القرن التاسع عشر كانت قرية ذات منازل مبنية بالحجارة، وعدد سكانها 150 نسمة تقريباً. وكان يحف بها ارض زراعية غرست تيناً وزيتوناً، كما ثمة نبع في ركنها الجنوبي.كانت الشجرة رابعة كبرى القرى في قضاء طبرية من حيث المساحة، وكانت أكثرية منازلها تتجمهر في الجانب الشمالي الشرقي من الموقع، بينما كان بعضها ينتشر في الجانب الغربي. وكانت الغابات والنباتات تغطي سفوح التلال المواجهة للقرية من الجنوب. وكان عدد سكان الشجرة 770 نسمة:720 مسلماً و50 مسيحياً. وفي زمن الانتداب تم إنشاء مدرسة ابتدائية في القرية.
أرسل مختار ومجلس شيوخ قرية الشجرة عريضة إلى الباب العالي يشكون فيها الرشوة والقمع والممارسات المخالفة للقوانين والأنظمة والمعاملات التي قام بها المأمورون والإداريون المحليون بصورة تعارض مصالح الشعب. فقد حمل وكلاء المهاجرين اليهود الأجانب والمسؤولون في حكومة طبريا، بعض الناس على بيع أراضيهم بالوعود أحيانا وبالتهديد أحيانا أخرى. وكانوا يمنعون الأشخاص الذين يحَُملون على بيع أراضيهم من الحضور في أثناء البيع في مركز القضاء، ويمنعون عقد البيع علنا، وهلذا السبب كان باش كاتب المحكمة قاسم أفندي شقري يبعث نائبه إلى القرية لتسجيل أسماء الألشخاص الذين سيجري بيع أراضيهم، لكنه في واقع الأمر كان يأخذ وكالة البيع من هؤلاء الأشخاص بطريقة وهمية. وكان اليهود الطالبون الأراضي ينظمون وكالة البيع بالتعاون مع القائم مقام والنائب والكاتب المذكور اسمه.
ألأراضي التابعة لقرية الشجرة يف قضاء طربيا بيعت لليهود سلبا ونهبا، وقال مختار القرية عيسى القاسم وأعيان القرية في البرقية التي أرسلوها بتاريخ 16 تشرين الثاني 1895 إن الإداريين المحليين في طربيا تعاونوا مع وكلاء المهاجرين اليهود، وحملوا الفلاحين على بيع أراضيهم بالتهديد.
وفي كتاب الإخبارية الموقع باسم محمد أرسلان بتاريخ 1891 ورد أن اليهود المهاجرين الذين تدعمهم المنظمات اليهودية والصهيونية التي مركزها في باريس ولندن، والتي وراءها اليهود الأثرياء وأصحاب النفوذ في العالم استولوا على الأراضي التابعة لوقف الجامع في ناحية الشجرة. أما املسلمون الذين جترؤوا على تقديم الشكاوى اعتراض على هذه الأحداث فقد جرى سجنهم وتصفيتهم.
كان سكان الشجرة يعتمدون على الزراعة في معيشتهم وفي 1944/1945، خصصوا ما مجموعه 2102 من الدونمات لزراعة الحبوب، بينما كان 544 دونماً مروياً أو مستخدماً للبساتين. وكانت الشجرة تحتل موقعاً اثريا ضم أثار، منها أسس كنيسة دارسة وحجارة عليها نقوش وقبور منحوته في الصخر. وكان في جوار القرية خربتان احداهما في الشمال الشرقي والأخرى في الجنوب الغربي تضمان بعض الإطلال والصهاريج والمدافن.

## احتلالها وتهجير سكانها

### المعركة الأولى
«احتلال الشجرة» بعد مناوشات واشتباكات بين أهالي القرية واليهود استمرت ستة أشهر تقريباً، وصلت أخبار المجازر والفظائع التي ارتكبها اليهود في دير ياسين، من قتل وذبح للأطفال والشيوخ والشباب واغتصاب النساء وتعريتهم إلى اهالي القرية.. فقرر أهالي القرية إخلاءها من الأطفال والنساء والشيوخ، ولم يبق سوى من يستطيع الدفاع عن القرية، وبعض كبار السن من النساء ليطهون الطعام للمقاومين.. في المعركة كان أبناء القرية يملكون عدداً من البندقيات يتراوح عددها بين 50-100 بندقية، في حين كانت قوة العدو كبيرة جدا وصلت 1500 جندياً يهودياً، ولما بدأ الهجوم استمات الشباب في الدفاع عن القرية ولكنهم خسروا المعركة بسبب نفاذ الذخيرة لديهم وكثرة عدد العدو، فانسحب القليل منهم فيما استشهد أغلب الشباب في المعركة التي انتهت في السادس من شهر مايو/أيار باستيلاء الجيش اليهودي على القرية.

### المعركة الثانية
«تحرير الشجرة» لما وصل جيش الإنقاذ قال قادته أنهم ينوون استعادة الشجرة وتحريرها من اليهود، وانضم عدد كبير من شباب القرية والقرى المجاورة إلى صفوف جيش الإنقاذ لتحرير الشجرة، وبدأت المعركة صباح 8/7/1948 واستمرت خمسة أيام بلياليها، واستخدم اليهود الطائرات الحربية التي كان ذلك أول ظهور لها، إلا أن الشباب كانوا لهم بالمرصاد كذلك قوات جيش الإنقاذ، لتنتهي المعركة في 13/7 تم تحرير قرية الشجرة واستعادتها من القوات العسكرية اليهودية. واستشهد نتيجة المعركة 300 شاباً عربياً وفلسطينياً.

### المعركة الثالثة

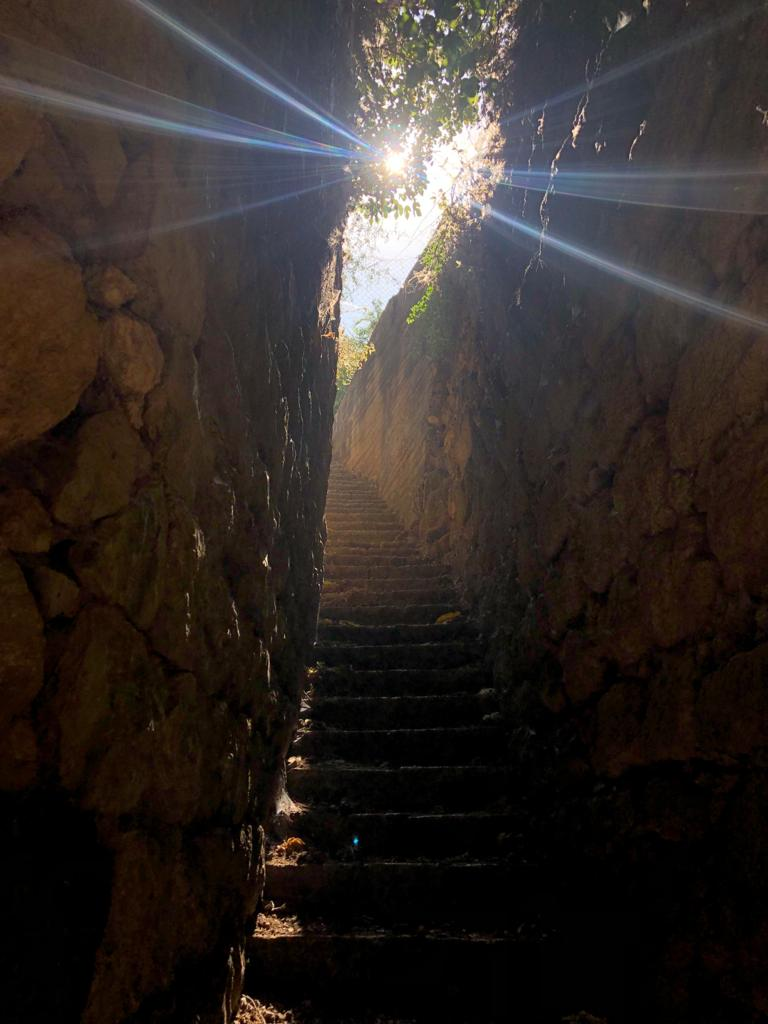
درج بئر الماء

«سقوط الشجرة» لم يكاد أهل القرية يفرحون بتحرير الشجرة حتى باغتت قوات الهاغاناه القرية بهجوم مضاد ليلة 14/7، فبينما كان القتال دائراً بين العرب وقوات الهاغاناه في وادي بيسان شنت الهاغاناه هجوماً تضليلياً على الشجرة. وورد في صحيفة فلسطين أنه تعد منتصف ليل 17 شباط /فبراير تسللت إحدى وحدات الهاغاناه إلى داخل القرية وفجرت منزلين (وقال بلاغ رسمي بريطاني إن المنزلين المستهدفين كانا مهجورين)

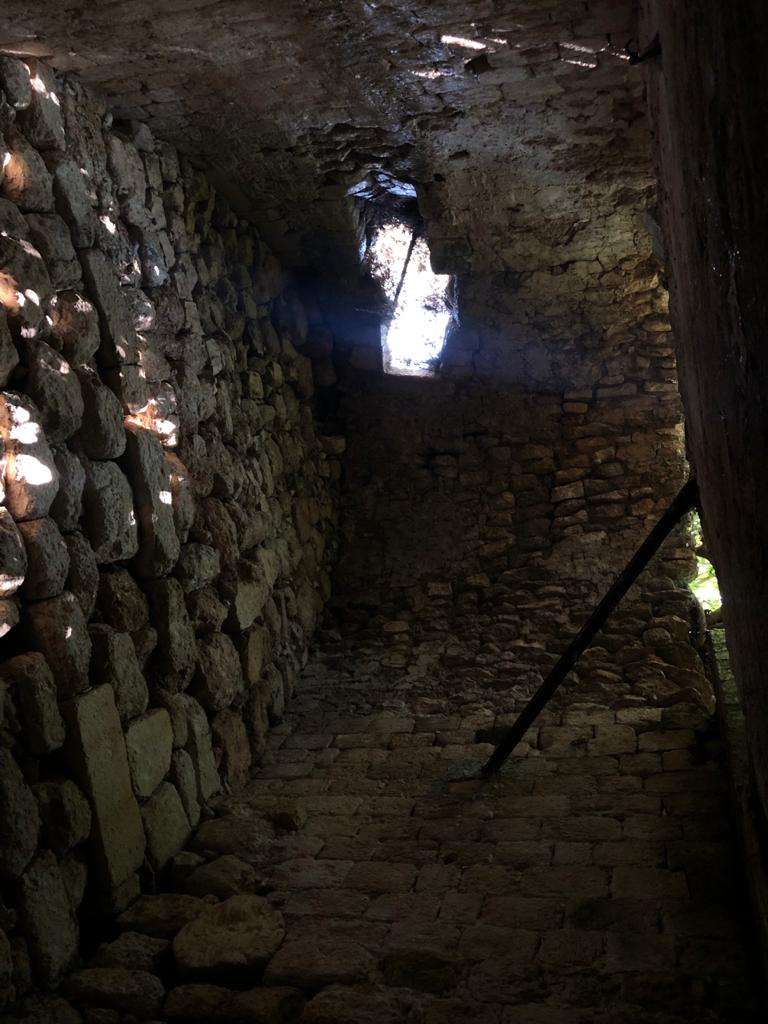
بئر الماء من الداخل

في أيار / مايو1948 سقطت القرية عقب سقوط طبرية وتمهيدا للهجوم على بيسان. وقد جاء الهجوم على القرية في إطار جهود الهاغاناه لأحكام سيطرتها على الجليل الأسفل قبل 15 أيار / مايو. وذكر (تاريخ الهاغاناه) أن وحدات من لواء غولاني (ولا سيما الكتيبة الثانية عشرة، أو كتيبة براك) أغارت على القرية فجراً وسيطرت عليها بعد هجوم قوي. وقد سقط جراء الهجوم عدد غير معروف من القتلى في صفوف سكان القرية وجاء في رواية الهاغاناه أن القرية (احتلت في 6/5 وفر منها سكانها تاركين وراءهم قتلاهم) أما صحيفة (نيويورك تايمز) فذكرت انه عثر في القرية على جثث عشرين عربياً عقب هجوم الهاغاناه. وفي هذه الأثناء، قامت وحدة أخرى من الهاغاناه بمحاصرة قرية لوبيا المجاورة، ومن أجل الحؤول دون قدوم أية تعزيزات لنجدة سكان الشجرة وفي وقت لاحق من ذلك الصباح، في الساعة الثامنة قبل الظهر. شنت القوات العربية المحلية هجوماً مضاداً من جهة قريتي كفر كنا وترعان. وقد دامت المعركة النهار كله، قصفت خلاله القرية بالمدفعية الثقيلة والطائرات الحربية في حين انسحب جيش الإنقاذ من القرية لتسقط بشكل نهائي بيد القوات العسكرية اليهودية الغازية في 15/7/1948.

## أشهر شهداء معركة تحرير الشجرة
من بين شهداء معركة تحرير قرية الشجرة كان الشهيد الشاعر الفلسطيني عبد الرحيم محمود، الذي ولد في قرية عنبتا قضاء طولكرم عام 1913م، وعمل مدرساً للغة العربية، ثم شارك في ثورة عام 1936م، وبعد قرار تقسيم فلسطين توجه إلى بيروت في يناير 1948م فانضم إلى جيش الإنقاذ وتلقى تدريبات عسكرية هناك، ثم عاد إلى فلسطين واشترك في عدد من المعارك منها معركة بيار عدس مع سرية فوج حطين، ومعركة رأس العين، وأخيراً معركة الشجرة حيث استشهد يوم 13/7/1948م عن عمر قارب 35 عاماً. خلف أبو الطيب عدداً من القصائد جمعتها لجنة من الأدباء بعد وفاته وصدر ديوانه في عمّان بالأردن عام 1958م. من أبرز قصائده "الشهيد (قصيدة)"، ومن أبياتها اخترنا: 
لا مستعمرات إسرائيلية على أراضي القرية. لكن ثمة بضع مستعمرات بالقرب منها. فقد أنشأ الصهيونيين مستعمرة سجرة في سنة 1902، إلى الشمال الشرقي من القرية. وقد اشتق اسمها من كلمة (شجرة) ثم ما لبث سكانها أن غيروا اسمها فجعلوه إيلانيا (188204) من كلمة إيلان العبرية (أي شجرة) وفي سنة 1949، أنشئ كيبوتس سدي إيلان (189239) إلى الشرق من أراضي القرية الزراعية، أما مركز حفات هشومر (188240) الزراعي، الذي أقيم في سنة 1956، فليس على أراضي القرية وإنما بالقرب من موقعها لكن يبدو أنه لم يعد آهلاً.

## القرية اليوم
يبرز حطام المنازل والقضبان الحديدية المكسرة من خلال كساء النباتات البرية الذي بات يغطي الموقع. ولا يزال جانب من مدخل مقنطر قائماً، بينما يكسو نبات الصبار الركن الغربي من الموقع، والتل المجاور له. أما الجانبان الجنوبي والشرقي، فتقوم عليها حظائر المواشي التابعة لمستعمرة إيلاينا المجاورة. وثمة في الطرف الشمالي بئر واسعة العمق في جوفها درج حلزوني (يستخدم لتنظيف البئر وصيانتها بانتظام). وبنيت شجر الازدرخت والتين والنخيل في المنطقة

## الشجرة في ذاكرة ناجي العلي
اسمي ناجي العلي..ولدت حيث ولد المسيح، بين طبرية والناصرة، في قرية الشجرة بالجليل الشمالي، أخرجوني من هناك بعد 10 سنوات، في 1948 إلى مخيم عين الحلوة في لبنان. أذكر هذه السنوات العشر أكثر مما أذكره من بقية عمري، أعرف العشب والحجر والظل والنور، لا تزال ثابتة في محجر العين كأنها حفرت حفراً. لم يخرجها كل مارأيته بعد ذلك. كنت صبياً يحن وصلنا زائغي الأعين، حفاة الأقدام، إلى عين الحلوة. كنت صبياً وسمعت الكبار يتحدثون الدول العربية..الإنكليز..المؤامرة.. كما سمعت في ليالي المخيم المظلمة شهقات بكاء مكتوم..ورأيت من دنت لحظته يموت وهو ينطلق إلى الأفق في اتجاه الوطن المسروق، التقط الحزن بعيون أهلي، وشعرت برغبة جارفة في أن أرسمه خطوطاً عميقة على جدران المخيم. حيثما وجدته مساحة شاغرة.. حفراً أو بالطباشير. إحساسي ووعيي للوطن بدا يتشكلان ونحن في المدرسة الابتدائية بعين الحلوة. كنا نستغل مناسبات مثل وعد بلفور، أو ذكرى تقسيم فلسطين أو 15 أيار (مايو) للتعبير عن رغبتنا بالعودة إلى فلسطين.

## أعلام بارزون
- أبو عرب، مواليد 1931. شاعر ومنشد الثورة الفلسطينية الكبرى
- فؤاد ياسين، مواليد 1932. إعلامي ودبلوماسي فلسطيني لاجئ وأحد أعضاء حركة فتح وسفير منظمة التحرير في بولندا وإسبانيا وتركيا.
- ناجي العلي، مواليد 1937. رسام كاريكاتير فلسطيني.

## وصلات خارجية
- الشجرة ترحب بكم